# Юлукское медресе
Юлукское медресе́ — медресе, среднее учебное заведение, действовавшее в деревне Юлук Оренбургской губернии в XIX—XX веках.

## История медресе
Медресе было основано при мечети в начале XIX века в деревне Юлук Оренбургской губернии. Основателем Юлукского медресе являлся А. Мукаев.
Медресе содержалось на частные пожертвования, имела свою библиотеку.
Медресе находилось в ведении Оренбургского магометанского духовного собрания, а с 1874 года — Министерстве народного просвещения.
С 1892 года Юлукское медресе располагалось в собственном здании, которое было построено на средства золотопромышленника М. Г. Рамеева.
В 1920 году медресе было закрыто.

## Обучение
Мусульманская деревня Юлуково Оренбургской губернии в числе 400 душ послала телеграмму П. А. Столыпину, протестуя против правил преподавания в инороднических школах, утвержденных министерством в прошлом году, и против уничтожения арабского алфавита.«Казанский вечер». 1907. 7 апреля.
Мударрис и имам-хатыб мечети (с 1911 года — Юлукской соборной мечети) управляли учебно-воспитательной работой в медресе. В Юлукское медресе принимались мальчики от 6 лет. Обучение в нём в основном было бесплатным. Курс обучения в Юлукском медресе составлял 6—10 лет. С 1892 года в образовательный процесс медресе был введён новый метод обучения, после которого учащиеся получали не только богословское, но и светское образование. В учебную программу вместе с богословскими дисциплинами были включены арабский язык, русский язык и литература, алгебра, астрономия, география, история и другие. Ежегодно обучалось около 60 шакирдов.

## Преподаватели
Мударрисы:
- А. Мукаев, А. Абубакиров (с 1810 года);
- Г. Адигамов (с 1821 года);
- А. Кунакбаев (с 1831 года);
- М. Адигамов (с 1839 года);
- С. Мифтахитдинов (Зайнилгабдинов; с 1867 года);
- Ш. Адигамов (с 1890 года).

С Юлукским медресе была связана деятельность М. Файзи и др.